# Ernst Leeflang
Ernst Hubertus Leeflang (4 oktober 1906 - 1994) was een Nederlands orgelbouwer in Middelharnis, later in Apeldoorn.

## Leven en werk
Hij richtte in 1932 een bedrijf op in Middelharnis onder de naam Orgelbouw Ernst Leeflang. Zijn eerste nieuwe orgel, een eenklaviers instrument met pneumatische tractuur, bouwde hij in 1933 voor de Christelijk Gereformeerde Kerk in Vlaardingen.
In 1948 trad Jan Keijzer (1931-2005) bij hem in dienst, die al snel de productiekant overnam en later zijn schoonzoon werd. Leeflang bleef de zakelijk leider, Keijzer ontwierp de orgelkasten, mechanieken en windladen. Alle instrumenten werden in het bedrijf zelf gebouwd alvorens ze in kerken geplaatst werden. De intonatie van het instrument werd in de kerk verricht. Wel werden de pijpen in de werkplaats voorgeïntoneerd op een zgn intoneerlade.
De pijpen van metaal kwamen van pijpenmakerij Jacques Stinkens in Zeist. De houten pijpen werden in het bedrijf zelf vervaardigd.
In 1954 werd het bedrijf verhuisd van Middelharnis naar Apeldoorn. Dit was een direct gevolg van de watersnoodramp van 1953, waarbij het bedrijf werd getroffen. Binnen enige weken werd tijdelijk onderdak gevonden bij de firma Stinkens te Zeist, waarna op in mei 1954 de officiële verhuizing van Leeflang naar Apeldoorn plaatsvond.
Leeflang bouwde in de jaren 1953-1954 onder advies van de orgelkundige Maarten Albert Vente een mechanisch sleepladen-orgel in huize De Beekhof in Bathmen. Dit pijporgel werd omstreeks 1975 aangekocht door architect Gert Boon, die een nieuwe kast ervoor ontwierp. Dit instrument kreeg een plaats in het Nationaal Orgelmuseum in Elburg.
Eind jaren vijftig werkten er veertien mensen in het bedrijf van Ernst Leeflang, dat vanaf 1961 uitsluitend orgels bouwde met mechanische tractuur. In 1995, een jaar na de dood van de oprichter, nam orgelmakerij Reil in Heerde het bedrijf over, dat toen bestond uit Jan Keijzer, directeur-eigenaar en drie werknemers. Van hen kwamen er twee bij Reil in dienst. De overname was omdat Jan Keijzer de pensioengerechtigde leeftijd had bereikt en er binnen het bedrijf geen opvolging was te vinden.
In het najaar van 2011 kwam de dubbel-cd Met hoofd, hart en handen uit, waarop zes representatieve Leeflang-orgels worden gepresenteerd.

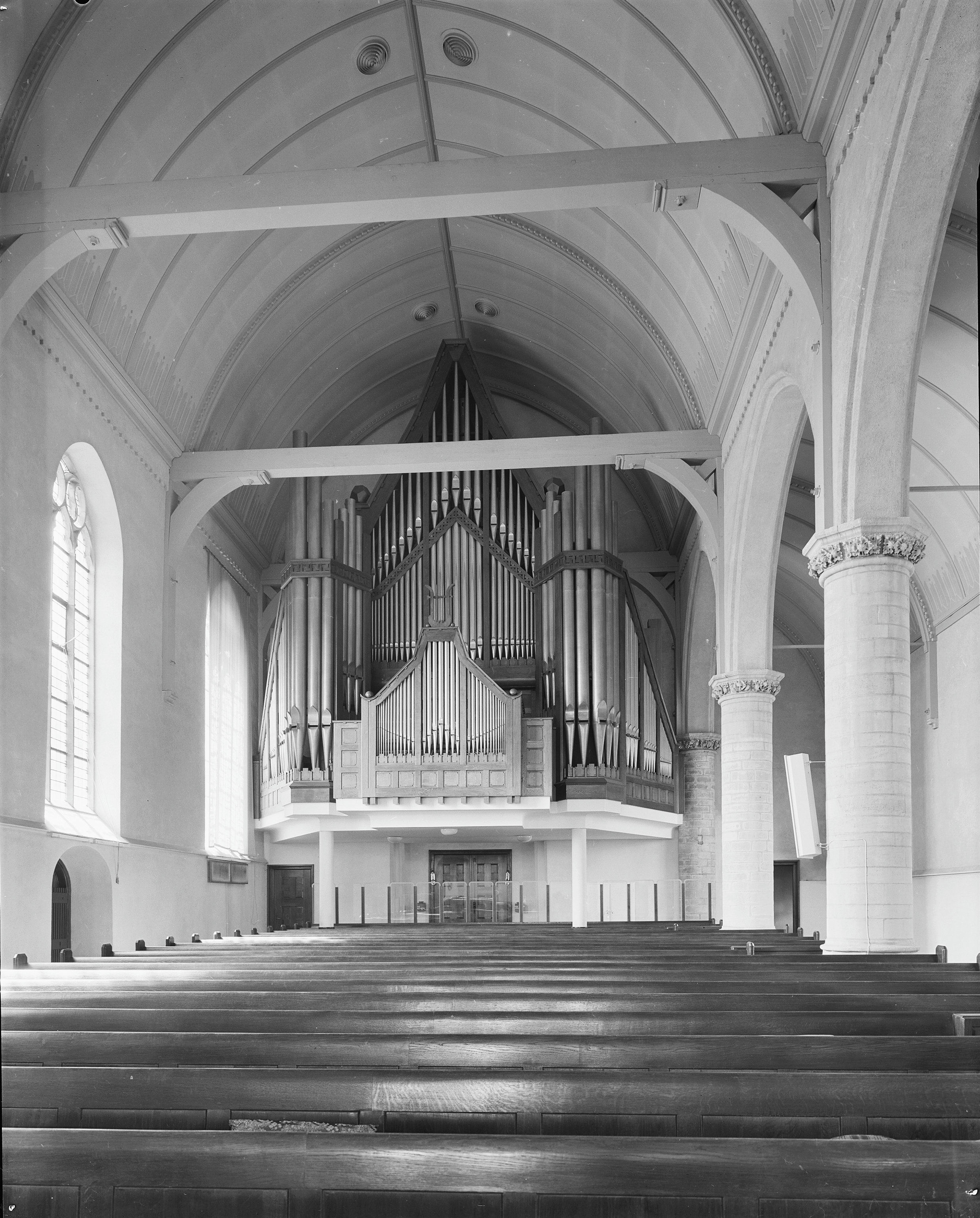
Orgel van Ernst Leeflang in de Hervormde (Grote) kerk van Middelharnis, 1952

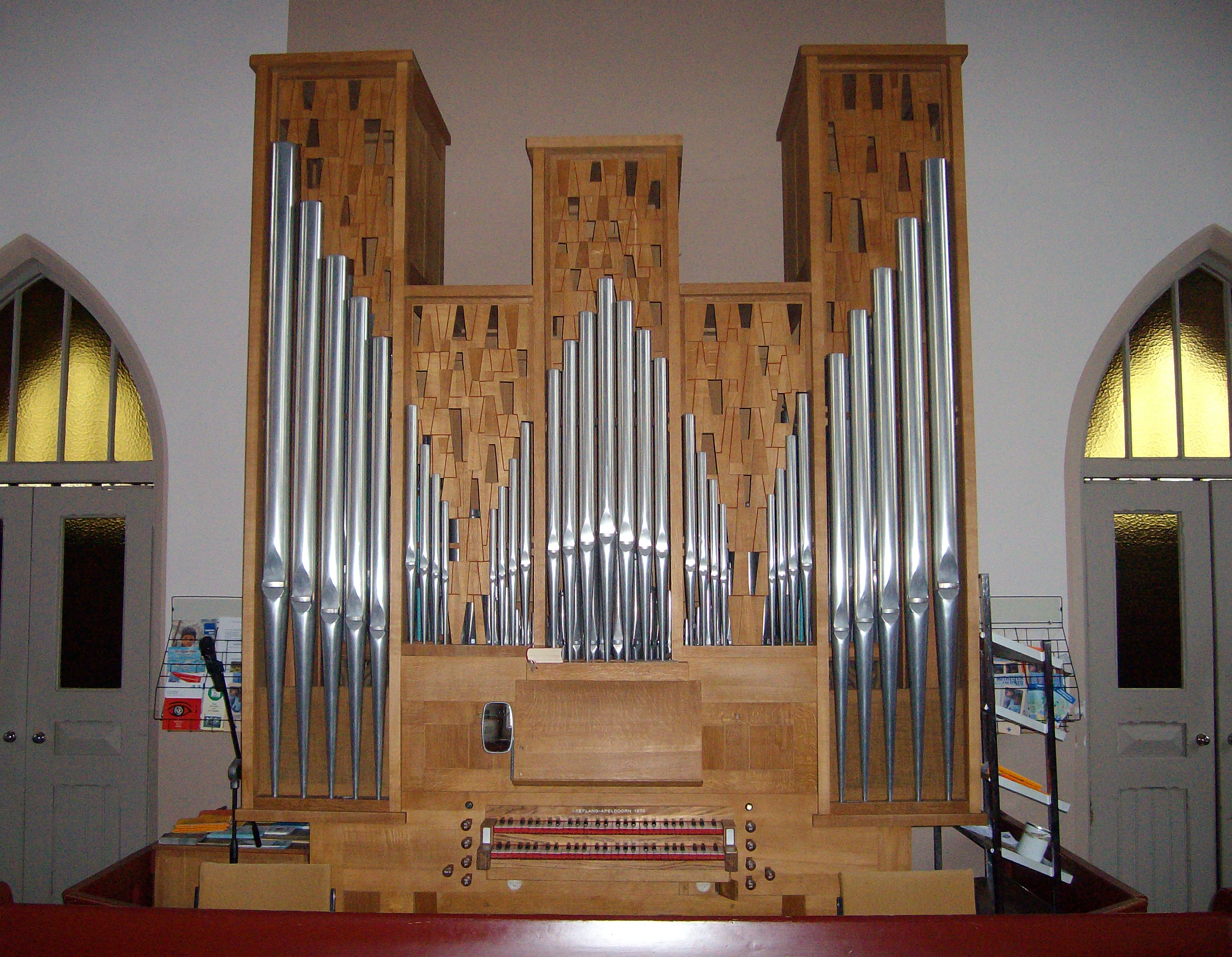
Orgel van Ernst Leeflang in de Reformierte Kirche van Ditzumerverlaat, 1970

## Overzicht van orgels
Dit overzicht is mogelijk incompleet; u kunt helpen door het uit te breiden.
- Vlaardingen (Christelijk Gereformeerde Kerk, nieuwbouw 1933.
- Middelharnis (Ger.Kerk) nieuwbouw 1936
- Ouddorp (Ger.Kerk) nieuwbouw 1936
- Middelharnis (Chr.Ger.Kerk) restauratie 1937
- Ooltgensplaat (Ned.Herv.Kerk) restauratie 1937
- Nieuwe Tonge Ned.Herv.Kerk vrijwel geheel nieuwbouw 1937
- Schiedam (Gemeentemuseum) restauratie 1944
- Nieuw Helvoet (Ger.Kerk) nieuwbouw 1945
- Purmerend (Ned.Herv.Kerk) restauratie 1947
- Edam (Ned.Herv.Evang) nieuwbouw 1947
- Renswoude (Ger.Kerk) nieuwbouw 1948
- Rotterdam (Rem.Kerk( restauratie 1948
- Amsterdam (Elthetokerk) restauratie 1949
- Herkingen (Ned.Herv.Kerk) restauratie 1949
- Hyum (Ger.Kerk) nieuwbouw 1950
- Ouddorp (Ger.Gem.) nieuwbouw met ouder materiaal 1950
- Zwartebroek (Ger.Kerk) restauratie 1950
- Amsterdam (Parkkerk, nu Orgelpark) restauratie 1951
- Spakenburg (Ger.Kerk vr. Noorderkerk) rest. en uitbr. Dekkerorgel
- Zwartewaal (Ned.Herv.Kerk) restauratie 1951
- Utrecht (Ger.Kerk Oosterkerk) restauratie 1952 vanaf 1985 in de Tuindorpkerk te Utrecht
- Goudswaard (Ger.Gem.) deels nieuwbouw 1952
- Middelharnis (Grote kerk, 1952) Frontontwerp van Ing. J. C. Meischke. Deze werd na de brand van het kerkgebouw in 1948 aangesteld als restauratie-architect.
- Rotterdam-Charlois (Ned.Herv.Kerk) restauratie 1952
- Delft (Ger.Kerk Westerkerk) restauratie 1952
- Oude Tonge (Ned.Herv.Kerk) restauratie 1953
- Schrevelduin-Capelle (Ned.Herv.Kerk) restauratie 1953
- Bathmen ('De Beekhof', 1954) Met een door Gert Boon ontworpen kas geplaatst in het Nationaal Orgelmuseum te Elburg.
- Ooltgensplaat (Ger.Kerk) restauratie 1954
- Sommelsdijk (Ned.Herv.Kerk) restauratie 1954
- Nieuwerkerk a/d IJssel restauratie 1955
- Ooltgensplaat (Ned.Herv.Kerk) rest. en uitbreiding. 1955
- Rolde (Ned.Herv.Kerk) restauratie 1955
- Gorssel (Ned.Herv.Kerk) restauratie 1955
- Geldermalsen (Ger.Kerk) nieuwbouw 1955
- Den Haag-Loosduinen (Ger.Kerk Petrakerk) nieuwbouw 1955
- Wehl (Ned.Herv.Kerk) restauratie 1955
- Ede (Ger.Kerk Jeugdkapel) nieuwbouw 1955
- Barneveld (Ned.Herv.Kerk Oude Kerk) restauratie 1956
- Almelo (Doopsgezinde Kerk( restauratie 1956
- Eefde (Kapel Ned.Mettray) nieuwbouw 1956, in 1971 door Pels en Van Leeuwen geplaatst in de Geref. Kerk "de Bron" in Westerhaar.
- Serooskerke (Ger.Kerk Petruskerk) nieuwbouw 1957
- Herkingen (Ned.Herv.Kerk) restauratie 1957
- Treebeek (Ger.Kerk) nieuwbouw 1957
- Velp (Ger.Kerk) restauratie 1957
- Bussum (Rem.Kerk) nieuwbouw 1957
- Rotterdam (Rem.Kerk) restauratie 1957
- Ee (Ned.Herv.Kerk) nieuwbouw 1957
- Hoog Soeren (Ned.Herv.Kapel) nieuwbouw 1957
- Utrecht (Ger.Kerk Pnielkerk) nieuwbouw 1958
- Ede Raadhuis nieuwbouw 1958
- Sassenheim (Ger.Kerk) rest. en uitbreiding 1958
- Utrecht (Ger.Kerk Bethelkerk) nieuwbouw 1959
- Nieuwe Tonge (Ned.Herv.Kerk) restauratie 1959
- Beilen (Ger.Kerk) nieuwbouw 1959
- Westkapelle (Bethelkerk, 1959, verplaatst naar Moriakerk, Westkapelle, in 2011)
- Meppel (Rem.Kerk) nieuwbouw 1959
- Arnhem (Ned.Herv.Kerk Kruiskerk) overplaatsing uit Westervoort en wijziging dispositie. 1960
- Nijmegen (Ger.Kerk Bijleveldsingel) rest. en wijz. 1960
- Gapinge (Ger.Kerk. Mozaïekkerk) restauratie 1960
- Varsseveld (Ger.Kerk) restauratie 1960
- Nunspeet (Ned.Herv.Kerk Dorpskerk) restauratie 1960
- Marrum (Ger.Kerk) nieuwbouw 1960
- Anjum (Ger.Kerk) restauratie 1960
- Apeldoorn (Pniëlkerk, 1962; nu in Twello, St. Martinuskerk)
- Den Bommel (Ger.Kerk) nieuwbouw 1962
- Amsterdam (Concertgebouw) voltooiing werkzaamheden fa Sanders 1962
- Marum (Ger.Kerk) nieuwbouw 1962
- Delft (Immanuelkerk, 1963)
- Hellendoorn (Ned.Herv.Kerk) nieuwbouw 1963
- Middelharnis (Chr.Ger.Kerk) nieuwbouw 1963
- Meppel (Ger.Kerk Kruiskerk) nieuwbouw 1963

- Mons (Hainaut), Collégiale Sainte Waudru, dans la chapelle du Saint Sacrement 1964
- Zutphen (Ger.Kerk) nieuwbouw 1964
- Zuidland (Ned.Herv.Kerk) nieuwbouw 1964
- Den Bommel (Ned.Herv.Kerk) nieuwbouw 1964
- Markelo (Ned.Herv.Kerk) restauratie 1964
- Hilversum (Ned.Prot.Bond) 1965 via Bodegraven Ger.Gem nu in Mexico
- Middelharnis (Ger.Kerk) nieuwbouw 1965 sinds 1978 in Ouderkerk a/d Amstel (Ger.Kerk) en sinds 2002 in Grafhorst (Oud Ger.Gem.)
- Wolphaartsdijk (Ger.Kerk) nieuwbouw 1965 sinds 2001 in Onstwedde (Chr.Ger.Kerk)
- Ouddorp (Ger.Kerk) nieuwbouw 1965
- Nijmegen (Kapel van het klooster van de faculteit der Geneeskunde) 1965
- Utrecht Ger.Kerk Triumfatorkerk) 1965
- Nieuw Loosdrecht (Ned.Herv.Kerk) nieuwbouw in oude kas 1966
- Arnhem (Ned.Herv.Kerk Bethlehemkerk) nieuwbouw 1966
- Ooltgensplaat (Ger.Kerk) nieuwbouw 1966
- De Steeg (Ned.Herv.Kerk) nieuwbouw 1966
- Dirksland (Ger.Gem.) nieuwbouw 1966
- Zetten (Vluchtheuvelkerk) 1966
- Amstelveen (Paaskerk, 1967)
- Amstelveen (Ger.Kerk Pelgrimskerk) nieuwbouw 1967
- Oene (Ned.Herv.Kerk) restauratie 1967
- Middelburg (Ger.Kerk Getuigeniskerk) nieuwbouw 1967
- Schiedam (St Jacobs Gasthuis - Stedelijk Museum, 1968, restauratie)
- Assen (Hervormde kerk Assen-West "Het Anker", 1968
- Velp (Ger.Kerk) nieuwbouw 1968
- Hoogvliet (Antwoordkerk) 1968
- Rotterdam Alexanderpolder (Immanuelkerk, 1969)
- Bunschoten. Ger.Kerk vrijg. Petrakerk 1969
- Rotterdam-IJselmonde (Ger.Gem) 1969
- Herkingen (Ned.Herv.Kerk) nieuwbouw 1970
- Middelburg (Ned.Herv.Kerk Oostkerk) restauratie 1970-1973
- Huizen (Zenderkerk, 1970)
- Hilversum (Ned.Herv.Kerk Bethlehemkerk) nieuwbouw 1970
- Ditzumerverlaat (Reformierte Kirche, 1970)
- Nieuwenhoorn (Ned.Herv.Kerk) restauratie 1972
- Anjum (Gereformeerde kerk, 1972)
- Diever (Gereformeerde kerk, 1974)
- Middelburg (De Hoeksteen, 1974)
- Middelburg (Zuiderkerk, 1975)
- Gouda (Sint Jan, 1976-1981 restauratie)
- Barneveld (Catharinakerk, 1981)
- Middelburg (Thomaskapel, 1981 - thans Westerkerk, in 2015 verkocht naar Polen)
- Westmaas (Dijkkerk, 1981)
- Goudswaard (Ned.Herv.Kerk) restauratie 1981
- Barneveld (Ned.Herv.Kerk Oude Kerk) restauratie 1982
- Ommeren (Ned.Herv.Kerk) restauratie en wijziging 1982
- Zwolle (Lutherse Kerk 1988)
- Huizen (Meentkerk, 1989)
- Beerzerveld (Herv Kerk 1990)
- Amersfoort (Kandelaar 1991)
- Ditzumerverlaat (Reformierte Kirche, 1970)
- Anjum (Gereformeerde kerk, 1972)
- Diever (Gereformeerde kerk, 1974)
- Middelburg (De Hoeksteen, 1974)
- Middelburg (Zuiderkerk, 1975)
- Sint-Annaland (Hervormde Gemeente 1977)
- Wageningen (Wagenburcht, 1978)
- Barneveld (Catharinakerk, 1981)
- Stadskanaal (Oosterkadekerk, 1981 restauratie)
- Middelburg (Thomaskapel, 1981 - thans Westerkerk, in 2015 verkocht naar Polen)
- Rotterdam (Conservatorium) Willem Pijperzaal nieuwbouw 1981 overgeplaatst in 1989 naar Westmaas (Dijkkerk) in 2005 overgeplaatst naar Adbij Onze Lieve Vrouw van Koningshoeven (Cisterciënsers van de strikte Observantie Trappisten) 2004
- Barneveld (Ned.Herv.Kerk) restauratie 1983
- Dinteloord (Ger.Gem. Maranathakerk) nieuwbouw 1984
- Utrecht (Tuindorpkerk, 1952 restauratie/verplaatsing van orgel uit Minderbroederskerk te Roermond, restauratie in 1985)
- Dordrecht (Ned.Herv.Kerk Grote Kerk) partiële restauratie 1987
- Harderwijk (R.K. Cataharinakerk) restauratie 1987
- Zwolle (Lutherse Kerk 1988)
- Huizen (Meentkerk, 1989)
- Beerzerveld (Herv Kerk 1990)
- Amersfoort (Kandelaar 1991)
- IJzendijke (Ned.Herv.Kerk Mauritskerk) restauratie 1993
- Hilversum (Ger.Kerk vr. De Schuilhof) nieuwbouw 1994 - dit is het laatste nieuwe orgel dat door het bedrijf is gemaakt.
- Markelo (Ned.Herv.Kerk) restauratie 1995 - dit is het laatste werk wat door het bedrijf is uitgevoerd.